# Dominique Jean Larrey
Dominique Jean Larrey (8. července 1766 Beaudéan – 25. července 1842 Lyon) byl francouzský vojenský lékař a chirurg, zakladatel akutní medicíny.

## Život
Larrey pocházel z malého pyrenejského městečka Beadean, kde byl jeho otec měšťanem. Ve 13 letech však osiřel a výchovu převzal strýc Alexis, který byl šéfchirurgem v Toulouse a tam založil první vojenskou nemocnici. Larrey vstoupil u něho do učení a po šesti letech pak odešel studovat medicínu do Paříže, kde byl jeho učitelem přednosta chirurgie v Hôtel-Dieu Pierre Joseph Desault.
Larrey vstoupil roku 1787 jako chirurg do služeb námořnictva a jeho prvním postem byla funkce lodního lékaře na fregatě La Vigilante. Brzy však opouští námořnictvo a od roku 1788 byl sekundářem v Invalidovně, kde jeho představeným a přítelem byl Sabatier. Roku 1794 se Larrey oženil - jeho vyvolenou byla Marie Elisabeth Laville-Lerouxová nadaná malířka. Roku 1792 se stal Larrey chirurgem I. třídy (obdoba dnešní atestace) a sloužil jako armádní chirurg u rýnské armády a brzy byl jmenován hlavním chirurgem pod velením generála Custina. Roku 1794 byl pak hlavním chirurgem 14. armády a současně reorganizoval studium na L'École de chirurgie et d'anatomie v Toulonu a stal se profesorem na L'École militaire de sante Val-de-Grace v Paříži (1796). Jeho novátorský přístup k zdravotní armádní službě narážel na hradbu nepochopení, až mladý generál Bonaparte mu nechal volnou ruku pro organizační změny. Larrey se stal roku 1798 šéfchirurgem při Bonapartově tažení do Egypta a zde se proslavil úspěšnou operací těžkého poranění ramene generála Fugièra v pozemní bitvě u Abukiru (25. července 1799). Účastnil se všech dalších Napoleonových tažení. Roku 1802 se stal hlavním chirurgem konzulské gardy a současně generálním inspektorem zdravotní služby armády. Roku 1805 pak je jmenován hlavním chirurgem císařské gardy. Roku 1809 byl povýšen do šlechtického stavu s titulem baron. Stal se osobním lékařem Napoleona (spolu s Corvisartem a chirurgem Yvanem) Napoleona provázel i na jeho posledním tažení a v bitvě u Waterloo (18. června 1815) byl zajat. Jelikož exteriérem (postavou) připomínal Napoleona, měl být omylem zastřelen. Byl však pobočníkem maršála Blüchera poznán, protože dva roky předtím zachránil jeho synovi život, byl s poctami přijat Blücherem i Wellingtonem, propuštěn a čestnou eskortou doprovozen do Francie. Během restaurace se veřejně neangažoval a uvítal roku 1830 revoluci. V době vlády Ludvíka Filipa zaujal opět čelné místo v organizaci zdravotní služby armády a na sklonku života ještě absolvoval inspekční cestu do Alžírska. Paradoxně zemřel na sněť po poranění dolní končetiny při návratu z Alžírska v městě Lyonu ve věku 76 let. Tělo bylo převezeno do Paříže a na hřbitově Père Lachaise odpočívá dodnes. Jeho jméno je vyryto na Vítězném oblouku v Paříži. Roku 1850 odhalila nemocnice Val-de-Grâce v Paříži Larreyovu sochu a v Beaudeanu v jeho rodném domě je dnes Larreyovo muzeum.
O obrovském respektu, který si Larrey vydobyl svědčí i fakt, že mu Napoleon ve své závěti odkázal 100 000 franků, ale hlavně Napoleonův výrok: “Larrey c'est l'homme le plus vertueux, que j'aie connu” (Larrey je nejčestnější člověk, jakého jsem poznal). Larrey je autorem vysoce zajímavých, čtivých, skromných pamětí (Memoires de chirurgie militaire et campagnes Paříž, Smith 1812 -1 817, 4 svazky. 5. svazek Waterloo pak vyšel v Paříži, nakl. Bailliere roku 1841 reedice celých pamětí Remanences, Paříž 1983) Larreyův syn Hyppolite byl též vojenským lékařem a stal se osobním chirurgem Napoleona III.

## Význam

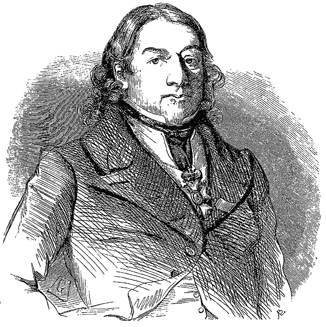

Jako vojenský chirurg se zabýval vylepšením organizace vojenské zdravotní služby a vypracoval roku 1793 ideu “ambulance volante” tedy létajících či lépe mobilních ambulancí. Tuto myšlenku přes tvrdý odpor svým rostoucím vlivem plně prosadil až ve Velké armádě a tím nejen že zásadně ovlivnil vývoj válečné medicíny, ale stal se zakladatelem oboru, který se dnes nazývá akutní medicína. Myšlenka vycházela z osobního pozorování, že voják ošetřený brzy po zranění má mnohem větší šanci na přežití, než ten který je léčen až po mnoha hodinách. Také si všiml, že velká ztráta krve je významné signum mali ominis a proto kladl důraz na okamžité zastavení krvácení. Za tím účelem navrhl sanitní vůz tažený koněm či mulou, který by vyjížděl ještě v průběhu boje na bojiště. Tam personál ošetřoval raněné a zajistil transport imobilních do lazaretu umístěného těsně za bojištěm. Toto bylo zcela nové revoluční pojetí organizace lékařské polní služby, jelikož do té doby byly lazarety umístěny v hlubokém zázemí a byly proslulé svými špatnými léčebnými výsledky, které z velké části souvisely s pozdním léčebným zásahem. Plným právem tak je historie válečné chirurgie dělena na období před Larreyem a po Larreyovi. Odpor proti novinkám byl jak z důvodů své revolučnosti, tak i proto, že zdravotní personál tehdy nepožíval žádné ochrany v boji a byl vystaven stejnému či mnohdy většímu riziku jako řadový frontový voják (Červený kříž byl založen až roku 1863). Larreyova vstřícnost, soucítění s poraněným a obětavost byly proslulé až legendární a získaly si úctu a respekt vojáků a politiků všech bojujících stran. Larrey byl též prvním, který nedělal vůbec žádný rozdíl mezi vlastním a nepřátelským zraněným. S jeho jménem je spojena též řada pokrokových chirurgických metod, hlavně resekčních a amputačních. Při neexistenci anestesie bylo nutno co nejvíce zkrátit operační dobu (tedy zkrátit traumatický stres). V tomto směru jeho manuální virtuosita byla neuvěřitelná. Dokázal amputovat horní končetinu za jednu minutu. Tak během bitvy u Borodina (7. září 1812) provedl 200 amputací horních či dolních končetin. Po Larreyovi je nazvána zeslabená oblast bránice pod osrdečníkem (fissura Larreyi), kterou navrhl Larrey (teoreticky) jako vhodnou k punkci a evakuaci hemoperikardu. Je známa též Larreyova hernie. Při nešťastném tažení roku 1812 si v krutém mrazu všiml, že hluboce ochlazené (nikoli omrzlé) operační pole (rána) je částečně anestezováno čehož při své činnosti využil a stal se tak vlastně jedním z předchůdců kryochirurgie. Všiml si také, že voják, který utrpěl úder do břicha (franc. choque) a neměl žádné poranění zevní byl nápadně bledý a pokryt studeným potem což bylo spojeno s vysokou úmrtností. Tento stav nazýval symptome de choque a je tak autorem současného pojmu šok. Při naprosté neznalosti bakterií, natož pak asepse a antisepse si všiml, že rány často převazované, častěji se zanítí a jsou východiskem septického stavu. Proto razil menší zlo a rány převazoval velmi zřídka.
Larrey se nesoustředil pouze na válečnou chirurgii, ale ovládal obor chirurgie v celém tehdejším rozsahu, prováděl i abdominální operace (v roce 1805 provedl spolu s Percym na jižní Moravě místnímu zemědělci kolostomii) a byl i zručným porodníkem. Jeho mobilní ambulance byly později zaváděny ve všech moderních armádách a i slavné Mobile Army Surgical Hospital (M.A.S.H.) v USA byly budovány na myšlenkách Larreyových.

## Dílo (výběr)
- Mémoires de médecine et de chirurgie militaire. Paris 1830/36 (5 Bde.)
- Relation historique et chirurgicale de l'éxpedition de l'armée d'orientale. Paris 1803